# Col du Cap Blanc
Le col du Cap Blanc est un col routier des Pyrénées, situé en Couserans dans le département de l'Ariège. Son altitude est de 519 mètres.

## Géographie
Le col se situe au nord de Saint-Girons en direction de Cazères par le Volvestre sur le territoire de la commune de Taurignan-Castet. Il est emprunté par la route départementale 3 dans le massif de piémont des Petites Pyrénées, prolongement occidental du Plantaurel.

## Activités

### Cyclisme
Le col a été emprunté par le Tour de France 1972 lors de la 9e étape reliant Luchon à Colomiers au km 92, classé en 3e catégorie pour le Grand Prix de la montagne.
Belvédère sur la chaîne pyrénéenne, il constitue un objectif de randonnée cycliste apprécié. 